# Антонио Коргос
Антонио Коргос Сервантес (шп. Antonio Corgos Cervantes; Барселона, 10. март 1960) бивши је шпански атлетичар, који се такмичио у скоку удаљ.
Освојио је три сребрне медаље на европским првенствима: две у дворани
(1981. и 1989.) и једну на отвореном 1982. Био је и освајач сребрне медаље на Медитеранским играма 1983. и две медаље на Иберо'америчком првенству (сребрну 1983. и бронзану 1988).
Коргос је три пута био олимпијски финалиста, а његов најбољи резултат је пето мето на Олимпијским играма у Сеулу 1988.

## Значајнији реузултати
| Година  | Такмичење                    | Локација                      | Пласман | Дисциплина | Рез.(м)           | Детаљи                                       |
| Шпанија | Шпанија                      | Шпанија                       | Шпанија | Шпанија    | Шпанија           | Шпанија                                      |
| ------- | ---------------------------- | ----------------------------- | ------- | ---------- | ----------------- | -------------------------------------------- |
| 1980    | Европско првенство у дворани | Зинделфинген, Западна Немачка | 15.     | троскок    | 15,46             |                                              |
| 1980    | Олимпијске игре              | Москва, Совјетски Савез       | 7.      | скок удаљ  | 8,09              |                                              |
| 1981    | Европско првенство у дворани | Гренобл, Француска            |         | скок удаљ  | 7,97              |                                              |
| 1982    | Европско првенство у дворани | Милано, Италија               | 10.     | скок удаљ  | 7,48              |                                              |
| 1982    | Европско првенство           | Атина, Грчка                  |         | скок удаљ  | 8,19              |                                              |
| 1983    | Светско првенство            | Хелсинки, Финска              | 7.      | скок удаљ  | 8,06              |                                              |
| 1983    | Медитеранске игре            | Казабланка, Мароко            |         | скок удаљ  | 7,75              |                                              |
| 1983    | Иберо-америчко првенство     | Барселона, Шпанија            | 2nd     | скок удаљ  | 7,90              |                                              |
| 1984    | Олимпијске игре              | Лос Анђелес, САД              | 10.     | скок удаљ  | 7,69              |                                              |
| 1985    | Европско првенство у дворани | Пиреј, Грчка                  | 6.      | скок удаљ  | 7,94              |                                              |
| 1986    | Европско првенство у дворани | Мадрид, Шпанија               | 4.      | скок удаљ  | 8,12              |                                              |
| 1988    | Европско првенство у дворани | Будимпешта, Мађарска          | 10.     | скок удаљ  | 7,64              | Архивирано на веб-сајту (23. септембар 2018) |
| 1988    | Иберо-америчко првенство     | Мексико сити, Мексико         | 3rd     | скок удаљ  | 8,08              |                                              |
| 1988    | Олимпијске игре              | Сеул, Јужна Кореја            | 5.      | скок удаљ  | 8,03              |                                              |
| 1989    | Европско првенство у дворани | Хаг, Холандија                |         | скок удаљ  | 8,12              |                                              |
| 1989    | Светски куп                  | Барселона, Шпанија            | 7.      | скок удаљ  | 7,06              |                                              |
| 1990    | Европско првенство у дворани | Глазгов, Уједињено Краљевство | 11.     | скок удаљ  | 7,70              |                                              |
| 1992    | Иберо-америчко првенство     | Севиља, Шпанија               | 6.      | скок удаљp | 7,69 в (+2,8 м/с) |                                              |

## Лични рекорди
| Дисциплина               | Резултат | датум             | Место  | Белешка |
| ------------------------ | -------- | ----------------- | ------ | ------- |
| Скок удаљ — на отвореном | 8,23     | 31. август 1984.  | Рим    |         |
| Скок удаљ — у дворани    | 8,12     | 22. фебруар 1986. | Мадрид |         |
| Троскок — на отвореном   | 16,28    | 26. јун 1987.     | Праг   |         |
| Троскок — у дворани      | 16,33    | 20. фебруар 1980. | Милано |         |